# Kutno
Pour les articles homonymes, voir Kutno (homonymie).
Kutno est une ville de Pologne située au centre du pays, dans la voïvodie de Łódź.
Kutno (prononciation [ˈkutnɔ]) est une ville située dans le powiat de Kutno, dans la voïvodie de Łódź, située dans le centre de la Pologne.
Elle est le siège administratif (chef-lieu) du powiat de Kutno et de la gmina de Kutno.
Kutno se situe à environ 73 kilomètres (km) au nord de Łódź (capitale de la voïvodie) et à 135 kilomètres à l'ouest de Varsovie (capitale de la Pologne).
Sa population s'élevait à 47 557 habitants en 2006 repartie sur une superficie de 33,59 km².

## Administration
De 1975 à 1998, la gmina est attachée administrativement à la voïvodie de Płock.

Depuis 1999, elle fait partie de la voïvodie de Łódź.

## Démographie
Données du 31 décembre 2012 :
| Description        | Total  | Total | Femmes | Femmes | Hommes | Hommes |
| ------------------ | ------ | ----- | ------ | ------ | ------ | ------ |
| Unité              | Nombre | %     | Nombre | %      | Nombre | %      |
| Population         | 45 975 | 100   | 24 430 | 53,1   | 21 545 | 46,9   |
| Densité (hab./km²) | 1 369  | 1 369 | 727    | 727    | 641    | 641    |

## Personnalités liées à la ville
- Józef Burhardt – général de brigade de l'armée polonaise (1863)
- Stefania Przedecka – révolutionnaire (1879)
- Szalom Asz – écrivain (1880)
- Władimir Wietczinkin – scientifique soviétique (1888)
- Adam Stebelski – historien, archiviste (1894)
- Józef Trepto – lieutenant-colonel de cavalerie de l'armée polonaise, victime du massacre de Katyn (1894)
- Tadeusz Regulski – économiste(1896)
- Andrzej Honowski – cinéaste (1901)
- Michaił Girszowicz – général major de l'Armée rouge (1904)
- Stanisław Zalewski – marin (1907)
- Jerzy Staniszkis- architecte et designer graphique, participant à la campagne de Septembre (1914)
- Izaak Kersz – historien (1918)
- Andrzej Błędowski – participant de l'Insurrection de Varsovie (1927)
- Adam Kersten – historien (1930)
- Roman Michalski – acteur(1938)
- Adam Pietruszka – Colonel Service de sécurité (1938)
- Zbigniew Kazimierz Kamiński – homme politique et économiste (1939)
- Ingo Friedrich – homme politique (1942)
- Zbigniew Sobis – danseur (1945)
- Andrzej Marian Bartczak – graphiste, peintre, illustrateur (1945)
- Jerzy Kopania – bioéthicien (1945)
- Jarosław Warzecha – journaliste (1947)
- Jerzy Czerbniak – athlète (1947)
- Aleksandra Koszada – homme politique (1949)
- Stefan Tandecki – contre-amiral (1952)
- Andrzej Raczko – économiste (1953)
- Marek Jaromski – graphiste (1953)
- Maciej Zalewski – homme politique (1956)
- Adam Struzik – homme politique (1957)
- Piotr Świtalski – diplomate (1957)
- Stanisław Wróblewski – lutteur (1959)
- Anna Jeremus-Lewandowska – chanteur d'opéra (1959)
- Tadeusz Woźniak – homme politique (1960)
- Grzegorz Pawlak – acteur (1961)
- Paweł Jaros – homme politique (1961)
- Teresa Wolińska – historien (1963)
- Anita Olęcka – joueur de basket-ball(1967)
- Edward Kryściak – prêtre catholique (1968)
- Jarosław Jakimowicz – acteur (1969)
- Krzysztof Saran – batteur (1978)
- Agnieszka Kudelska – actrice de doublage (1981)
- Jakub Wawrzyniak – footballeur (1983)
- Karolina Sobczak – actrice (1984)
- Tomasz Rzymkowski - homme politique (1986)

## Jumelages
- Bat Yam (Israël)